# ExOne
ExOne ist ein Hersteller von 3D-Druckmaschinen mit Hauptsitz in North Huntingdon, Pennsylvania (USA), einem deutschen Standort in Gersthofen und einer Niederlassung in Asien. Das Unternehmen beschäftigt rund 300 Mitarbeiter und erwirtschaftete im Geschäftsjahr 2019 einen konsolidierten Jahresumsatz von rund 53,3 Millionen US-Dollar.

## Geschichte
1995 wurde die „ProMetal“ Abteilung innerhalb der Extrude Hone Corporation gegründet, die sich mit der Entwicklung von 3D-Metalldruckern beschäftigte und 1996 eine Exklusivlizenz für ein am Massachusetts Institute of Technology entwickeltes 3D-Druckverfahren erhielt, das heute unter dem Namen Binder-Jetting bekannt ist. 1998 führte Extrude Hone den ersten kommerziellen 3D-Metalldrucker ein, der auf dieser Technologie basierte.
2002 wurde einer Maschine zum Drucken von Sandformen und -kernen entwickelt. 2003 gab es eine Lizenzvereinbarung mit der deutschen Generis GmbH. Einer ihrer Mitbegründer, Rainer Höchsmann, wurde später zum Geschäftsführer der ExOne GmbH in Gersthofen ernannt.
2005 wurde Extrude Hone an Kennametal verkauft und die Vermögenswerte des 3D-Druckgeschäfts an „The ExOne Company, LLC“ übertragen. Der Name ist eine Ableitung von Extrude Hone, die der Firmengründer Larry Rhoades Jahrzehnte zuvor auf der Grundlage eines Patents seines Vaters gegründet hatte.
Firmengründer Rhoades verstarb 2007 unerwartet und ExOne wurde von Rockwell Forest Products aufgekauft, das sich vollständig in Besitz von S. Kent Rockwell befindet. Rockwell führt ExOne seitdem als Vorsitzender des Board of Directors. Von 2013 bis 2016 sowie übergangsweise von Juni 2018 bis Mai 2019 war er auch CEO.
Im Jahr 2013 wurde das Unternehmen umstrukturiert, änderte seinen Namen in The ExOne Company und schloss einen erfolgreichen Börsengang an der Nasdaq ab.
Seit 2019 ist John F. Hartner Vorstandsvorsitzender der ExOne Company.